# Phthora vastatrix
Phthora vastatrix är en svampart som beskrevs av d'Hérelle 1909. Phthora vastatrix ingår i släktet Phthora, divisionen sporsäcksvampar och riket svampar. Inga underarter finns listade i Catalogue of Life.